# Předseda vlády Islandu
Premiér Islandu (islandsky: Forsætisráðherra Íslands) je hlava vlády Islandu. Je jmenován prezidentem Islandu a vykonává exekutivní pravomoci společně se zbytkem své vlády. Sídlí v islandském hlavním městě Reykjavíku a má speciální letní rezidenci v národním parku Þingvellir.
Od prosince 2024 je premiérkou Islandu Kristrún Frostadóttir ze Sociálně demokratické aliance. V době jmenování do funkce byla nejmladší premiérkou v islandských dějinách.